# Gelasiano
| Subdivisões do Quaternário | Subdivisões do Quaternário | Subdivisões do Quaternário | Subdivisões do Quaternário |
| Sistema/Período | Série/Época                | Andar/Estágio              | Idade (Ma)                 |
| --- | -------------------------- | -------------------------- | -------------------------- |
| Quaternário | Holoceno                   | Megalaiano                 | 0-0.0042                   |
| Quaternário | Holoceno                   | Nortegripiano              | 0.0042-0.0082              |
| Quaternário | Holoceno                   | Gronelandês                | 0.0082-0.0117              |
| Quaternário | Pleistoceno                | Tarentiano                 | 0.0117–0.126               |
| Quaternário | Pleistoceno                | Chibaniano                 | 0.126–0.781                |
| Quaternário | Pleistoceno                | Calabriano                 | 0.781–1.80                 |
| Quaternário | Pleistoceno                | Gelasiano                  | 1.80–2.58                  |
| Neogeno | Plioceno                   | Placenciano                | mais antigo                |
| Subdivisão do Quaternário de acordo com a Tabela Cronoestratigráfica Internacional versão 2015/1 da Comissão Internacional sobre Estratigrafia. |                            |                            |                            |

Gelasiano, na escala de tempo geológico, é a idade da época Pleistocena do período Quaternário da era Cenozóica do éon Fanerozoico que está compreendida entre há 2 milhões e 507 mil anos, aproximadamente. A idade Gelasiana sucede a idade Placenciana da época Pliocena e precede a idade Calabriana de sua época.